# Lagg, Jura
Lagg är en by på Lagg Bay, på ön Jura östkust i Argyll and Bute, Skottland. Byn är belägen 13 km från Craighouse. Väg A846 passerar orten. Det brukade ha en färja till Keills, Kintyre och en pub.